# Thượng Hà, Bảo Lạc
Thượng Hà là một xã thuộc huyện Bảo Lạc, tỉnh Cao Bằng, Việt Nam.

## Địa lý
Xã Thượng Hà nằm ở phía bắc huyện Bảo Lạc, có vị trí địa lý:
- Phía đông giáp xã Cô Ba
- Phía tây giáp xã Bảo Toàn và xã Cốc Pàng
- Phía nam giáp thị trấn Bảo Lạc và xã Hồng Trị
- Phía bắc giáp Trung Quốc.

Xã Thượng Hà có diện tích 62,02 km², dân số năm 2019 là 4.348 người, mật độ dân số đạt 70 người/km².
Xã có tuyến quốc lộ 34 và tỉnh lộ 217 chạy qua. Trên địa bàn xã Thượng Hà có các ngọn núi chính là Cốc Muồi, Chè Vin và Ngàm Rạo. Sông Gâm chảy qua khu vực ranh giới phía nam của xã và nằm song song với quốc lộ 34. Các dòng suối trên địa bàn xã bao gồm khuổi A, suối Lùng, suối Tà Mù, suối Nà Ngàm, suối Nà Quằng, suối Nà Tản, khuổi Pậu.

## Hành chính
Xã Thượng Hà được chia thành 13 xóm: Bản Chang, Bó Vài, Cốc Thốc, Khuổi Chủ, Lũng Nà, Nà Đứa, Nà Dạn, Nà Ngàm A, Nà Quằng, Nà Rạ, Nà Tồng, Nà Viềng, Pác Riệu.

## Lịch sử
Sau năm 1975, Thượng Hà là một xã thuộc huyện Bảo Lạc.
Ngày 10 tháng 6 năm 1981, Hội đồng Chính phủ ban hành Quyết định 245-CP về việc tách các xóm Già Mò, Cốc Thốc, Bó Vài, Nà Quằng, Nà Viềng, Khuối Pựt, Bản Chang, Ngàm Giàng, Phìn Sáng, Lũng Nà của xã Cô Ba để sáp nhập vào xã Thượng Hà.
Ngày 13 tháng 12 năm 2007, Chính phủ ban hành Nghị định 183/2007/NĐ-CP về việc điều chỉnh 215 ha diện tích tự nhiên và 162 người của xã Thượng Hà vào thị trấn Bảo Lạc.
Sau khi điều chỉnh, xã Thượng Hà còn lại 6.338 ha diện tích tự nhiên và 3.596 người.
Đến năm 2019, xã Thượng Hà được chia thành 19 xóm: Bó Vài, Cốc Thốc, Bản Chang, Khuổi Chủ, Khuổi Pậu, Lũng Păn, Nà Đứa, Nà Dạn, Nà Ngàm B, Nà Ngàm A, Nà Quằng, Nà Rạ, Nà Tồng, Nà Tền, Nà Viềng, Pác Riệu, Phiêng Sỉnh, Lũng Nà, Khuổi Pụt.
Ngày 9 tháng 9 năm 2019, Hội đồng Nhân dân tỉnh Cao Bằng ban hành Nghị quyết số 27/NQ-HĐND về việc:
- Sáp nhập xóm Nà Tền vào xóm Nà Tồng
- Sáp nhập xóm Phiêng Sỉnh vào xóm Pác Riệu
- Sáp nhập xóm Khuổi Pậu vào xóm Nà Đứa
- Sáp nhập xóm Nà Ngàm B vào xóm Nà Dạn
- Sáp nhập xóm xóm Khuổi Pụt vào xóm Nà Viềng
- Sáp nhập xóm Lũng Păn vào xóm Cốc Thốc.